# Мартынюк, Александр Андреевич
Алекса́ндр Андре́евич Мартыню́к (укр. Олександр Андрійович Мартинюк; род. 25 ноября 2001, Тараканов, Ровненская область) — украинский футболист, защитник клуба «Металлист 1925» и сборной Украины.

## Биография
В ДЮФЛУ и юношеском чемпионате волынской области выступал за волынский «ВИК-Волынь». Взрослую футбольную карьеру начал в сезоне 2017/18 годов в чемпионате Волынской области в составе ДЮСШ-ВИКВИК (Владимир-Волынский). С 2018 по 2020 год защищал цвета юношеской команды «Волыни».
Начиная с сезона 2019/20 годов тренировался вместе с первой командой «Волыни». В футболке луцкого клуба дебютировал 27 августа 2019 в победном (5:4, серия послематчевых пенальти) выездном поединке 2-го раунда кубка Украины против хмельницкого «Подолья». Александр вышел на поле в стартовом составе, а на 68-й минуте его заменил Станислав Кристин. В Первой лиге Украины дебютировал 25 июня 2020 в проигранном (2:5) выездном поединке 20-го тура против одесского «Черноморца». Мартынюк вышел на поле в стартовом составе, а на 78-й минуте его заменил Ярослава Конкольняка. В первой половине сезона 2020/21 годов провел 7 поединков за «Волынь-2» во Второй лиге Украины.

## Достижения
«Александрия»
- Серебряный призёр чемпионата Украины: 2024/25

Сборная Украины
- Победитель турнира в Тулоне: 2024